# Stazione di Lido di Turbigo
La stazione di Lido di Turbigo era una fermata ferroviaria posta sulla linea Saronno-Novara. Si trovava nel territorio comunale di Turbigo, nei pressi del fiume Ticino. Senza servizio ferroviario dagli anni '80, non è più presente nelle piante schematiche del Servizio Regionale Lombardo.

## Strutture ed impianti
La fermata era dotata del solo binario di corsa, raggiungibile dall'utenza da un marciapiede.
È priva di fabbricato viaggiatori e di obliteratrici, che all’epoca non esistevano.